# Мужское слово
«Мужское слово» (азерб. Kişi sözü) — музыкальная лирическая комедия, повествующая об отношениях жителей деревни к таким понятиям, как честь и достоинство, известность. «Азербайджанфильм» (СССР), 1987 год.

## Сюжет
Шофёр Гасым идёт свататься к дочери знатного и уважаемого Наби красавице Солмаз, но отец, мечтая о зяте с высшим образованием, не даёт разрешение на брак. Получив от будущего тестя обещание охранять невесту от посягательств женихов, Гасым уезжает и спустя время возвращается с дипломом. Однако он убеждается в том, что Наби не сдержал своего слова и у Солмаз появился новый жених — дипломированный и перспективный аптекарь. Погоревав, герой фильма вскоре влюбляется в милую и застенчивую пастушку…

## В ролях
- Аждар Гамидов — Гасым
- Мухтар Авшаров
- Талят Рахманов
- Афрасияб Мамедов — Наби
- Джахангир Мехтиев — Нияз
- Джавахир Байрамова
- Лейла Бадирбейли
- Санубар Искандерова — Солмаз
- Ирада Гасанова
- Лятифа Алиева
- Кямаля Абдуллаева
- Эльнур Мехтиев
- Балабек Балабеков
- Назим Агаев — Атаев